# 三原正
三原 正（みはら ただし、1955年3月30日 - ）は、日本のプロボクサー経験者でありプロボクシング・トレーナー経験者。群馬県箕郷町（現高崎市）出身。元WBA世界スーパーウェルター級チャンピオン。三迫ボクシングジム所属。群馬県立高崎工業高等学校、日本大学文理学部体育学科卒業。
当時三迫ジム会長だった三迫仁志の娘・静と結婚するも、後に離婚。会長の実兄の長男であり静の従兄三迫将弘が担当トレーナーだった。

## 来歴
群馬県立高崎工業高等学校定時制4年で全国高等学校総合体育大会ボクシング競技大会で初戦でポイントで惜敗も相手が優勝し1976年モントリオールオリンピックのボクシング競技強化指定選手となり国民体育大会ボクシング競技出場、日大4年で全日本ライトミドル級チャンピオン。プロ転向に際し会長三迫仁志との面談で煙草を吸い、会長を激怒させた逸話もある。
1978年6月22日、プロデビュー戦で田中栄治に3回KO勝ち。
1979年4月26日、敵地でOPBF東洋太平洋スーパーウェルター級王者林載根（大韓民国）と対戦し、5回KO勝ちで王座を獲得した（5戦目でOPBF王座獲得は小島英次、八重樫東、井上尚弥らに並び当時史上最短タイだったが、2014年に田中恒成に4戦に更新された）。
1979年7月15日、アルマンド・ボニキッド（フィリピン）と対戦し、5回KO勝ちで初防衛に成功した。
1980年5月30日、堀畑道弘（日本／協栄山神ジム）と対戦し、3-0の判定勝ちで4度目の防衛に成功した。
1981年1月23日、李仲烈（大韓民国）と対戦し、3-0の判定勝ちで6度目の防衛に成功した。
1981年11月7日、ニューヨーク州ロチェスターで行われたWBA世界スーパーウェルター級王座決定戦でロッキー・フラット（アメリカ合衆国）と対戦し、2-0の判定勝ちで世界王座を獲得。日本選手として5人目の海外での王座奪取を果たした。
1982年2月2日、初防衛戦でデビー・ムーア（アメリカ合衆国）と対戦し、6回KO負けで王座から陥落。キャリア初黒星となった（最終的にはキャリア唯一の黒星となった）。
1982年11月2日、日本スーパーウェルター級王者沢田勝博と対戦し、5回KO勝ちで王座を獲得した。
1983年2月14日、新井容日と対戦し、9回KO勝ちで初防衛に成功した。5月26日にダイレクトリマッチで対戦し、判定勝ちで2度目の防衛に成功した。
1983年11月24日、前王者沢田勝博と再戦し、5回KO勝ちで4度目の防衛に成功した。
1984年6月28日、鈴木孝信と対戦し、1回KO勝ちで6度目の防衛に成功した。
トーマス・ハーンズの持つWBC世界スーパーウェルター級王座への挑戦も計画されていたが、持病の腰痛の悪化により、1985年3月28日の試合を最後に引退。三迫ジム・トレーナーに転身して離婚まで在籍し、自身と同じくアマチュア全日本王者から三迫所属プロ選手となった三谷大和の担任講師を務めた。

## 通算成績
- アマチュアボクシング：38戦28勝（15KO・RSC）10敗
- プロボクシング：25戦24勝（15KO）1敗

## 獲得タイトル
- 第47回全日本選手権ライトミドル級優勝
- 第11代OPBF東洋太平洋スーパーウェルター級王座
- 第15代日本スーパーウェルター級王座
- WBA世界スーパーウェルター級王座（防衛0度）